# Jacob Niclas Ahlström
Jacob Niclas Ahlström (Visby, Gotland, 5 de juny de 1805 – Estocolm, 14 de maig de 1857) fou un mestre de capella i compositor suec.
A partir dels seus estudis a la Universitat d'Uppsala en 1824, Ahlström van abandonar a causa de la falta de diners i es va unir a una companyia de teatre de gira. De 1832 a 1842, es va exercir com a organista de la catedral i professor de música a Västerås i després es va convertir en mestre de capella de la cort i organista a Estocolm fins a la seva mort. En 1845, es va celebrar un concert a Berlín, durant la qual va interpretar cançons populars sueques i danses.
Entre la seva producció cal mencionar col·leccions de lieder i les òperes Abu Hassan i Alfredo de Crotze.